# Doktorn och apotekaren

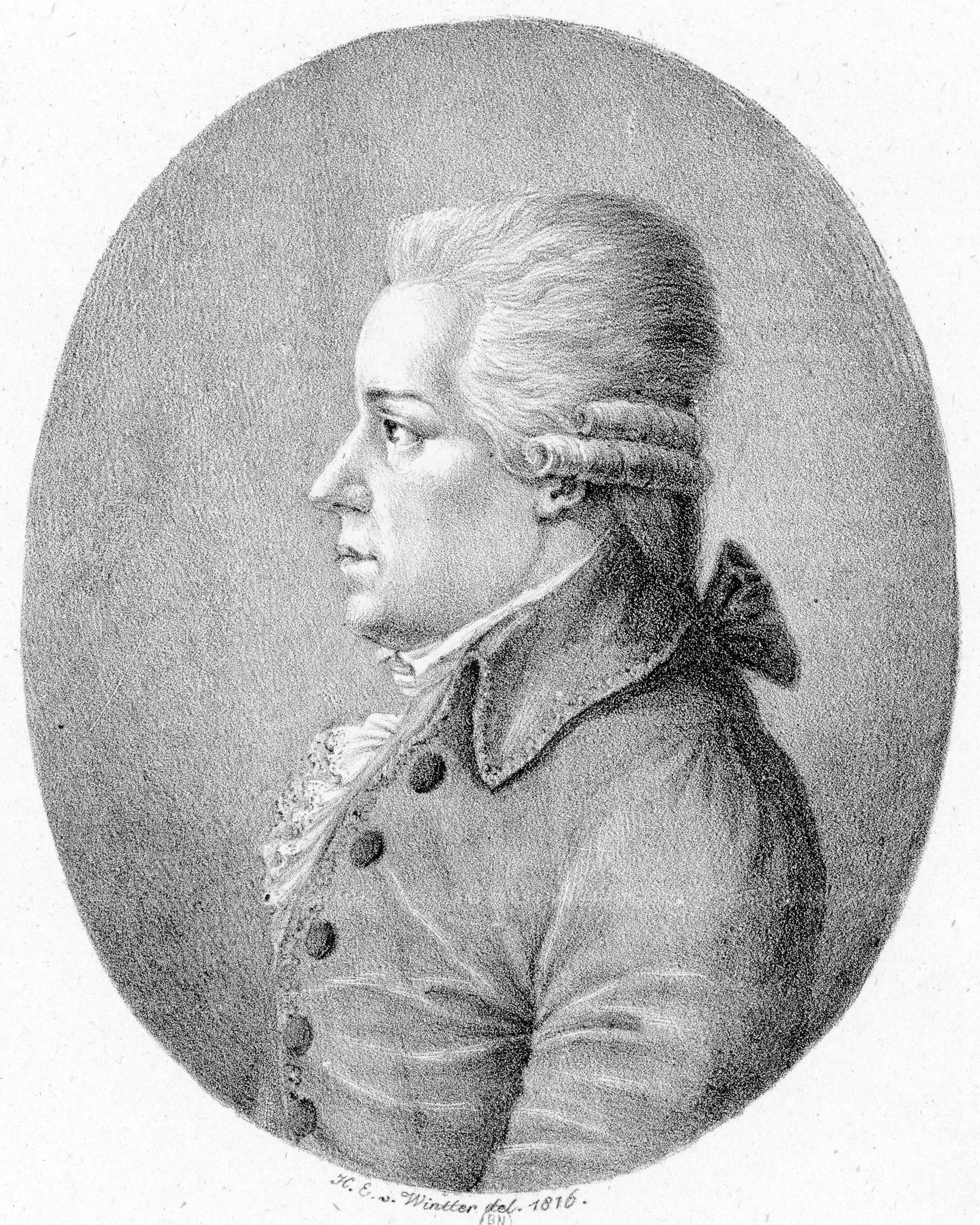
Carl Ditters von Dittersdorf

Doktorn och apotekaren (tyska: Doktor und Apotheker) är en komisk opera (tyskt sångspel) i tre akter med musik av Carl Ditters von Dittersdorf. Librettot av Johann Gottlieb Stephanie bygger på det franska lustspelet L’apothicaire de Murcie av signaturen G. v. N.

## Historia
Operan uruppfördes på Hofburgtheater i Wien den 11 juli 1786 och var tonsättarens största framgång. Den gjorde stor succé och var en tid mera populär än Mozarts Figaros bröllop, som hade premiär några veckor tidigare. Det är Dittersdorfs enda sceniska verk som fortfarande har en viss popularitet och som tämligen ofta spelas i Tyskland och Österrike. Den svenska premiären ägde rum på Mindre Teatern den 1 februari 1858.

## Personer
- Stössel, apotekare (bas)
- Leonore, hans dotter (sopran)
- Rosalie, hans systerdotter (sopran)
- Claudia, hans hustru (alt)
- Krautmann, en läkare (bas)
- Gotthold, hans son (tenor)
- Sturmwald, en invalidiserad kapten (tenor)
- Sichel, fältskär (tenor)

## Handling
Operan utspelar sig i en liten tysk stad på 1700-talet.
Akt I
Apotekaren Stössel och läkaren Krautmann är dödsfiender, men olyckligtvis är Krautmanns son Gotthold förälskad i Stössels dotter Leonore. För att göra det hela ännu mer invecklat älskar Gottholds vän Sichel Leonores kusin Rosalie. När apotekaren får höra om sin dotters kärlek beslutar han sig omgående för att gifta bort henne med sin gamle vän kapten Sturmwald. Sichel får nys om detta och planerar något listigt som skall hjälpa honom och Gotthold att föra bort sina respektive flickor. Men Sturmwalds vaksamhet gör att planerna går om intet, med benägen hjälp av Stössels misstänksamhet.
Akt II
De båda vännerna måste ta till förklädnadskonster. Sichel klär ut sig till Sturmwald och Gotthold till notarie. Men även detta försök misslyckas då Sturmwald själv dyker upp i det avgörande ögonblicket.
Akt III
Under spaningen efter rymlingarna träffar Stössel och Krautmann varandra, vilket ytterligare ökar apotekarens raseri. I sin vrede över att inte kunna avstyra Gottholds och Sichels fortsatta försök att enlevera flickorna låter han arrestera dem. Krautmann har inget annat val än att köpa dem fria. På så sätt lyckas kärleksparen ändå mötas. När det sedan framgår att det delvis varit apotekarens härsklystna hustru Claudia som stått för intrigspelet, kommer det också till försoning mellan de förut så bittra fienderna Stössel och Krautmann. Endast Sturmwald sitter ensam med sin sorg.